# Virgin Trains East Coast
Virgin Trains East Coast (vaak afgekort tot VTEC) was een Britse spoorwegonderneming die het treinverkeer op de East Coast Main Line verzorgde van 1 maart 2015 tot 24 juni 2018. Het bedrijf was voor 90% in handen van Stagecoach en voor 10% van Virgin. De spoorvervoerder verzorgde zowel treinverkeer in Engeland als in Schotland, omdat de East Coast Main Line door beide gebieden loopt.
Eind 2014 werd bekend dat VTEC de concessie had gewonnen, nadat ze een bod van £3,3 miljard hadden gedaan. Per 1 maart 2015 verzorgden ze daarom het treinverkeer op de East Coast Main Line, die destijds sinds 2009 door een operator of last resort werd beheerd. Daarvoor was ze in handen van National Express Group.
Het contract van VTEC werd uiteindelijk ingekort vanwege financiële tegenslagen. VTEC kon het bod van 3,3 miljard pond niet terugbetalen. Het contract liep af op 24 juni 2018. Vanaf die dag verzorgde London North Eastern Railway er het treinverkeer, wederom als operator of last resort.